# Villalfeide
Villalfeide es una localidad española perteneciente al municipio de Matallana de Torío, en la provincia de León, comunidad autónoma de Castilla y León. 
Situado sobre el arroyo de Correcillas, afluente del Río Torío.
Los terrenos de Villalfeide limitan con los de Tabanedo y Rodillazo al norte, Valverde de Curueño y Valdeteja al noreste, Valdorria, Correcillas y La Mata de Bérbula al este, Aviados y La Valcueva al sureste, Robles de la Valcueva y Matallana de Torío al sur, Serrilla al suroeste, Coladilla y Vegacervera al oeste y Valporquero de Torío y Felmín al noroeste.
Perteneció al antiguo Concejo de Vegacervera.